# Од бижутерије до ћилибара
Од бижутерије до ћилибара је шести албум Бајаге и инструктора, објављен 1996.